# Rechtsgeschichte Spaniens
Über die Rechtsgeschichte Spaniens vor Eintreffen der Römer ist nur sehr wenig bekannt. In Tartessos ist um 500 vor Christus die schriftliche Aufzeichnung von Rechtssätzen nachgewiesen. Eine zusammenhängende Rechtsgeschichte der Rechtsordnungen im heutigen Spanien lässt sich jedoch erst ab dem 2. Jahrhundert vor Christus schreiben. Stilbildend für das spanische Recht blieb der Einfluss des römischen Rechts von der römischen Invasion 206 v. Chr. bis zum 5. Jahrhundert nach Christus. Von Alfonso García-Gallo stammt die These, dass „das spanische Recht seitdem keinen tiefgreifenden Wandel mehr erfahren hat“. Für die Integration des römischen Rechts war besonders die Verleihung der Latinität von Bedeutung, die Regeln des commercium fanden hierdurch Anwendung auf alle Einwohner des heutigen Spaniens. Mit der Constitutio Antoniniana wurden alle freien Einwohner des römischen Reiches zu römischen Bürgern, Spanien war damit vollständig zum Teil des römisch-rechtlichen Kosmos geworden.
Die Invasion germanischer Völker im Jahre 415 n. Chr. führte zwar zu einem politischen Umbruch, ließ jedoch die Weiterentwicklung des römischen Rechts weitgehend unberührt. Die politische Aufsplitterung der iberischen Halbinsel bereitete der vom römischen Recht geschaffenen Rechtseinheit auf der iberischen Halbinsel ein Ende. Das mittlerweile vulgarisierte römische Recht vermischte sich mit westgotischem Gewohnheitsrecht und kanonischem Recht. Der möglicherweise auf Eurich zurückgehende Codex Euricianus ist ein wichtiges Zeugnis der Rechtsgeschichte dieser Epoche.
Das 7. Jahrhundert wandelten sich mit der Invasion der Mauren die politische Verhältnisse erneut; Spanien war von nun über Jahrhunderte im zwei große Teile gespalten, die rechtlich ohne Verbindung waren. Der christliche Bereich war in zahlreiche, teilweise verfeindete Königreiche zerteilt. Zugleich waren gerade diese Königreiche am wenigsten vom römischen Recht beeinflusst. Das muslimische Recht der Mauren blieb für die spanische Rechtsgeschichte langfristig ohne Einfluss. Die Rechtsvereinheitlichung kam in dieser Phase jedoch zu einem Stillstand, der bis ins 11. Jahrhundert andauern würde.
Das 12. Jahrhundert brachte mit der Entstehung der Universitäten eine Renaissance des justinianischen römischen Rechts auf Basis seiner wissenschaftlichen Wiederentdeckung und Aufarbeitung mit sich. In einem Großteil Europas und somit auch Spaniens bildete sich ein ius commune heraus, dessen Wurzeln im justinianischen, kanonischem, lokalem und feudalem Recht lagen, das an den Universitäten systematisiert worden war. Nach dem Beginn dieser Rechtsvereinheitlichung dauerte es jedoch noch fast drei Jahrhunderte bis zur politischen Einheit Spaniens durch die Heirat von Ferdinand II. und Isabella I. und die Vertreibung der Mauren 1492. Die politische Einheit führte dazu, dass bald dem königlichen Recht Vorrang gegenüber den anderen lokalen Rechten eingeräumt wurde. Das kastilische Recht wurde mehr und mehr als das spanische Recht betrachtet.
Die Rechtsvereinheitlichung erreichte im 18. Jahrhundert ihren Höhepunkt. Dies ging einerseits auf die von Ferdinand V. eroberte hegemoniale Stellung Kastiliens zurück, andererseits auf die sich verfestigende Idee des Königs als oberstem Gesetzgeber; dem römischen Recht wurde nur noch subsidiärer Rang eingeräumt. Die politischen Verwerfungen zu Beginn des 19. Jahrhunderts führten innerhalb kurzer Zeit auch zu tiefgreifenden Änderungen rechtlicher Natur. Die Cortes von Cádiz von 1810 bis 1814 brachten mit der Verfassung von Cádiz einen konstitutionellen Rahmen liberalen – letztlich französisch inspirierten – Zuschnitts hervor, der dem Parlament erstmals die Kompetenz zur Einleitung von Gesetzgebungsverfahren verlieh. Als Ergebnis des Wechselspiels von monarchischen und demokratischen, liberalen und konservativen Bewegungen bietet sich in Spanien das Bild einer französisch geprägten Rechtsordnung mit kodifiziertem Recht, Bindung des Richters an das Recht und Subsidiarität des Gewohnheitsrechts.
Die Desamortisation kirchlichen Besitzes trat unter Juan Álvarez Mendizábal in Kraft.
Die Zweite Spanische Republik reformierte zahlreiche Rechtsinstitute: Erstmals bestand die Möglichkeit der Ehescheidung, Schwurgerichte wurden eingeführt. Frauen erhielten 1931 das Wahlrecht. Der Spanische Bürgerkrieg bremste jedoch schon bald derartige Reformen aus; sein Resultat war ein autokratisches Regime unter General Franco, das vierzig Jahre währen würde. Die einschneidendsten Veränderungen des Franco-Regimes vollzogen sich im Verfassungsrecht. Auf den Tod Francos folgte 1975 der Prozess transición, d. h. die Umformung eines autokratischen in ein demokratisches Verfassungssystem. Der wichtigste Schritt hierbei war die Verfassung von 1978. Unter anderem wurde das Frauenwahlrecht, das während des Franco-Regimes nicht hatte ausgeübt werden können, erneuert. In anderen Rechtsbereichen war der Bruch seit Franco weit weniger radikal ausgefallen; dementsprechend ist das spanische Recht insgesamt als Ergebnis einer kontinuierlichen Entwicklung von 1600 Jahren zu betrachten.